# Uchida Kōsai
El Conde Uchida Kōsai (内田 康哉?   17 de noviembre de 1865 - 12 de marzo de 1936) fue un estadista y diplomático japonés. También fue conocido como Uchida Yasuya.
Nació en la actual ciudad de Yatsushiro, en la prefectura de Kumamoto y se graduó de la Universidad Imperial de Tokio. Ingresó al Ministerio de Asuntos Exteriores y fungió como embajador japonés ante la China de la dinastía Qing, luego como embajador en el Imperio austrohúngaro y luego en los Estados Unidos. Fungió como ministro de Asuntos Exteriores desde 1911 hasta 1912 durante la segunda administración de Saionji Kinmochi.
Posteriormente fue nombrado embajador ante Rusia poco antes de la Revolución Blochevique, y luego regresó a Japón para ser nombrado como Ministerio de Exteriores desde 1918 hasta 1923 durante las administraciones de Hara Takashi, Takahashi Korekiyo y Katō Tomosaburō. Fungió como primer ministro de Japón en funciones dos veces, una luego del asesinato del primer ministro Hara (1921) y luego de la muerte repentina del primer ministro Kato (1923).
Fue nombrado en la Cámara de Pares en 1930 y fue elegido presidente del Ferrocarril del Sur de Manchuria en 1931.
En su tercer período como ministro de Exteriores, entre 1932 y 1933, durante la administración de Saitō Makoto, llamó al reconocimiento formal de Manchukuo, y luego a la retirada de Japón de la Sociedad de Naciones. Fallecería de una enfermedad 15 días después del Incidente del 26 de febrero.